# 大衛·安德遜
大衛·安德遜 （Dave Anderson），生於蘇格蘭，已退役蘇格蘭裔香港足球運動員，司職中堅，綽號「高章遜」，於1979年起代表香港足球代表隊。 

## 足球生涯
安德遜生於蘇格蘭，於1971年來港加盟加山，後來轉投市政、寶路華、俠士、流浪及港會。
1979年，安德遜因在香港住滿七年，合資格代表港隊踢亞洲盃外圍賽，但之後再無獲重召。共計代表港隊7次，入0球。